# Ostrovul Mare (Teleorman)
Ostrovul Mare este o insulă pe Dunăre în apropierea localității Islaz, Teleorman.
Această insulă este o arie protejată de interes național ce corespunde categoriei a IV-a IUCN (rezervație naturală de tip floristic și faunistic), situată în județul Teleorman, pe teritoriul administrativ al comunei Islaz.

## Descriere
Rezervația naturală Ostrovul Mare amplasată pe Dunăre în dreptul localității Islaz, Teleorman, a fost desemnată prin Hotărârea de Guvern nr. 1143/2007 privind instituirea de noi arii naturale protejate, în baza Deciziei CJ Teleorman 816/2005; Ostrovul Mare face corp comun cu Ostrovul Calnovăț, diferențiindu-se de acesta din urmă doar la ape mari. 
De la momentul desemnării, se aplică regimul silvic de rezervație de către Ocolul Silvic Corabia. În perioada 2008 - 2018 Rezervația a fost în custodia Asociației Echilibru.
Planul de management a fost aprobat prin Ordinul ministrului mediului, apelor și pădurilor nr.909 din 2023 privind aprobarea Planului de management al ariilor naturale protejate ROSPA0024 Confluența Olt—Dunăre și ROSCI0044 Corabia—Turnu Măgurele, incluzând aria naturală protejată de interes național B10. Ostrovul Mare ca urmare a Proiectului MySMIS 102491.

### Scopul rezervației
Rezervația naturală de 140 ha a fost desemnată pentru protecția păsărilor și a habitatelor lor, mai ales a exemplarelor de Cormoran pitic (Phalacrocorax pygmeus) care cuibăresc în plopii albi și negri de pe ostrov. 

### Limite
Limitele Rezervației Naturale Ostrovul Mare sunt următoarele:
- Limita nordică este reprezentată de limita grindului ce pornește din borna silvica 131 și continuă prin bornele silvice 133, 135, 137, 139, 141, până la borna silvică 143.
- Limita nord-estică este reprezentată de limita subparcelei forestiere 75B, până la borna silvică 143.
- Limita estică este reprezentată de limita subparcelei forestiere 75B.
- Limita sud-estică este reprezentată de limita subparcelei forestiere 75B, până la borna silvică 144.
- Limita sudică este reprezentată de limita grindului ce pornește din borna silvică 144 și continuă prin bornele silvice 142, 136, 134, până la borna silvică 132.
- Limita sud-vestică este reprezentată de limita subparcelelor forestiere 68A, 68C, 68D, până la borna silvică 132.
- Limita vestică este reprezentată de limita subparcelei forestiere 68B.
- Limita nord-vestică este reprezentată de limita subparcelei forestiere 68B, până la borna silvică 131.[7]

## Vezi și
- Rezervația naturală Ostrovul Mare
- Rezervație naturală
- Lista rezervațiilor naturale din județul Teleorman
- Listă de rezervații naturale din România

## Legături externe
- REZERVATIA ”OSTROVUL MARE” – TELEORMAN Arhivat în 3 iunie 2018, la Wayback Machine.
- Judetul Teleorman monumente ale naturii Ostrovul Mare Arhivat în 13 ianuarie 2019, la Wayback Machine.
- Arii naturale protejate - Județul Teleorman